# Giovanni Battista Zupi
Giovanni Battista Zupi o Zupus (Catanzaro, 2 novembre 1589 – Napoli, 26 agosto 1667) è stato un gesuita, astronomo, matematico e fisico italiano.
Scoprì le fasi del pianeta Mercurio nel 1639.

## Biografia
Giovanni Battista Zupi nacque a Catanzaro il 2 novembre 1589. L'8 settembre 1608 entrò in noviziato presso i gesuiti napoletani. Nel 1610 seguì il corso di retorica nel collegio di Pizzofalcone a Napoli. Passato nel Collegio Massimo, tra il 1613 e il 1616, vi sostenne l'intero corso di filosofia ma, a differenza di quanto solitamente avveniva, non continuò subito dopo con gli studi teologici. Probabilmente tra il 1616 e il 1618 si dedicò allo studio della matematica col professore del Collegio napoletano Giovanni Giacomo Staserio. Solo a partire dall'anno scolastico 1618-19 intraprese gli studi di teologia, al termine dei quali fu inviato ad insegnare filosofia presso il Collegio di Vibo Valentia, dove rimase dal 1622 al 1626. Prima che cominciasse l'anno scolastico 1626-27 tornò a Napoli. La morte del padre, avvenuta a Catanzaro nel 1628, lo costrinse a rientrare nella città natale per curare da vicino gli interessi della casa paterna. Fu così destinato al collegio di quella città dove rimase fino al 1632 quando, per esigenze della Provincia, fu inviato al Collegio di Cosenza. Un trasferimento poco gradito allo Zupi che desiderava ritornare a Napoli. All'inizio dell'anno scolastico 1632-33, infatti, ritornò a Napoli ad occupare la cattedra di matematica del Collegio. La tenne per ben 25 anni. Infatti, solo alla fine dell'anno scolastico 1657-58 fu sollevato da tale insegnamento. Rimase ancora per qualche tempo nell'ambiente scolastico in qualità di Prefetto delle Scuole Inferiori e poi passò alla Casa Professa, dove morì nel 1667.

## Attività scientifica
Brillante astronomo osservativo, Zupi collaborò assiduamente con Francesco Fontana (1580-1656 ca.), che utilizzava un telescopio realizzato con due lenti convesse. Nel suo libro Novae Coelestium Fontana afferma che Zupi fu il primo ad osservare le bande orizzontali sulla superficie del pianeta Giove.
Nel 1639 fu la prima persona a scoprire che il pianeta Mercurio ha delle fasi orbitali, proprio come la Luna e Venere. Le sue osservazioni dimostrarono che il pianeta orbita intorno al Sole. Questo accadde solo 30 anni dopo che Galileo progettasse il primo telescopio, e quello di Zupi era solo leggermente più potente. Giovanni Riccioli (1598-1671) fornì un resoconto di questa scoperta nella sua opera Almagestum Novum.
Fin dal 1622 Zupi si dichiarò sostenitore del sistema ticonico, che definiva «satis probabile». Zupi elaborò una teoria che ebbe una vasta circolazione negli ambienti gesuitici, secondo la quale l'universo era costituito di tre cieli: il primo, detto dei pianeti, «et constet ex purissimo et liquidissimo aere», il secondo, il cielo delle stelle fisse, «et est solidum», e il terzo, l'Empireo, «iuxta theologorum doctrinam».
«Sia Davide Imperiali che Giovanni Battista Zupi furono autori di trattati di meccanica rimasti manoscritti, che si ispirano fortemente a Le Mecaniche di Galileo. Quello dello Zupi si intitola Exercitationes in Mechanicis Aristotelis ed è compreso in un volume miscellaneo datato 1634. Si tratta indubbiamente del corso di lezioni di meccanica tenuto dal gesuita nel collegio napoletano. Contrariamente al suo titolo, il corso, lungi dal ricalcare i tradizionali trattati pseudo-aristotelici di meccanica, si svolge secondo il nuovo indirizzo galileiano.»
Morì a Napoli nel 1667.
Il cratere Zupus sulla Luna prende il nome da lui.